# Carl Fuchs (Politiker, 1876)
Carl Fuchs (* 14. März 1876 in Eisenach; † nach 1950) war ein deutscher Politiker (LDP(D)). Er war Landtagsabgeordneter in Sachsen-Anhalt.

## Leben
Carl Fuchs war gelernter Kaufmann und bis zum Zweiten Weltkrieg als selbständiger Kaufmann in der Getreidebranche tätig. In der Nachkriegszeit war er Leiter einer landwirtschaftlichen Genossenschaft.
Fuchs hatte sich bereits im Kaiserreich politisch engagiert und zur Zeit der Weimarer Republik der DDP angehört. Nach dem Zweiten Weltkrieg trat er der LDP bei und wurde im Sommer 1946 in Querfurt zum Stadtverordneten gewählt. Er war auch LDP-Vorsitzender im Landkreis Querfurt. Bei der  Landtagswahl in der Provinz Sachsen im Oktober 1946 wurde er in den Landtag gewählt. Seine Wahlkampfauftritte erregten auch die Aufmerksamkeit der SED.
Im Landtag gehörte er sowohl dem Ausschuss für Finanz-, Haushalts- und Steuerfragen als auch dem Ausschuss für Landwirtschaft, Handel und Versorgung an.